# 保加爾河
39°25′03″N 48°41′03″E / 39.4175°N 48.6842°E

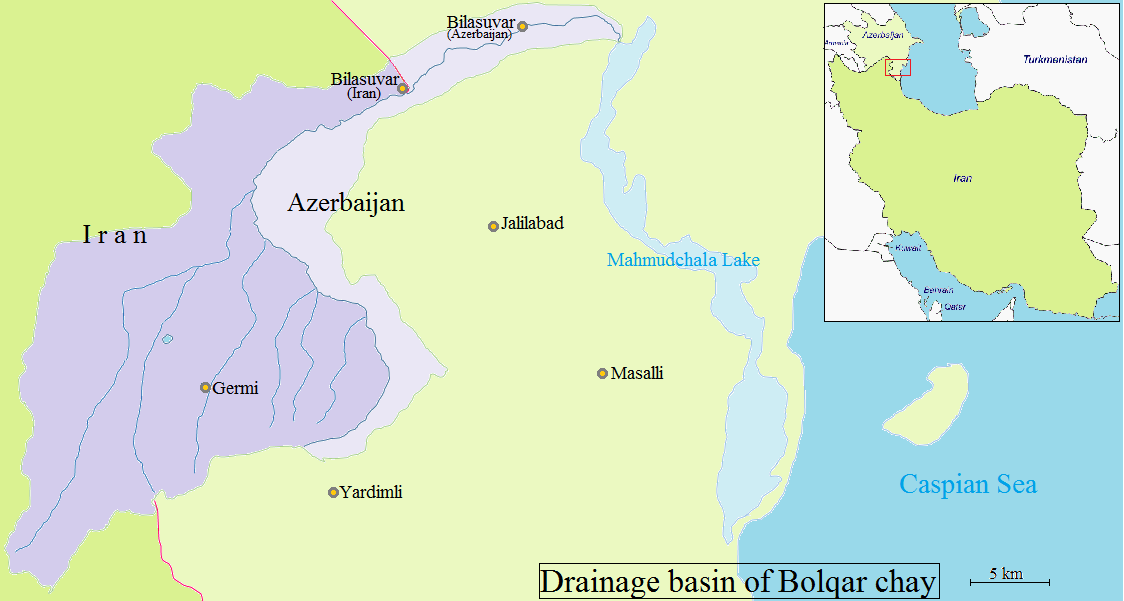

保加爾河是西亞的河流，流經伊朗和阿塞拜疆接壤的邊境，河道全長134公里，流域面積2,170平方公里，由于受地中海氣候影響，每年平均降雨量568毫米。